# モス (スペイン)

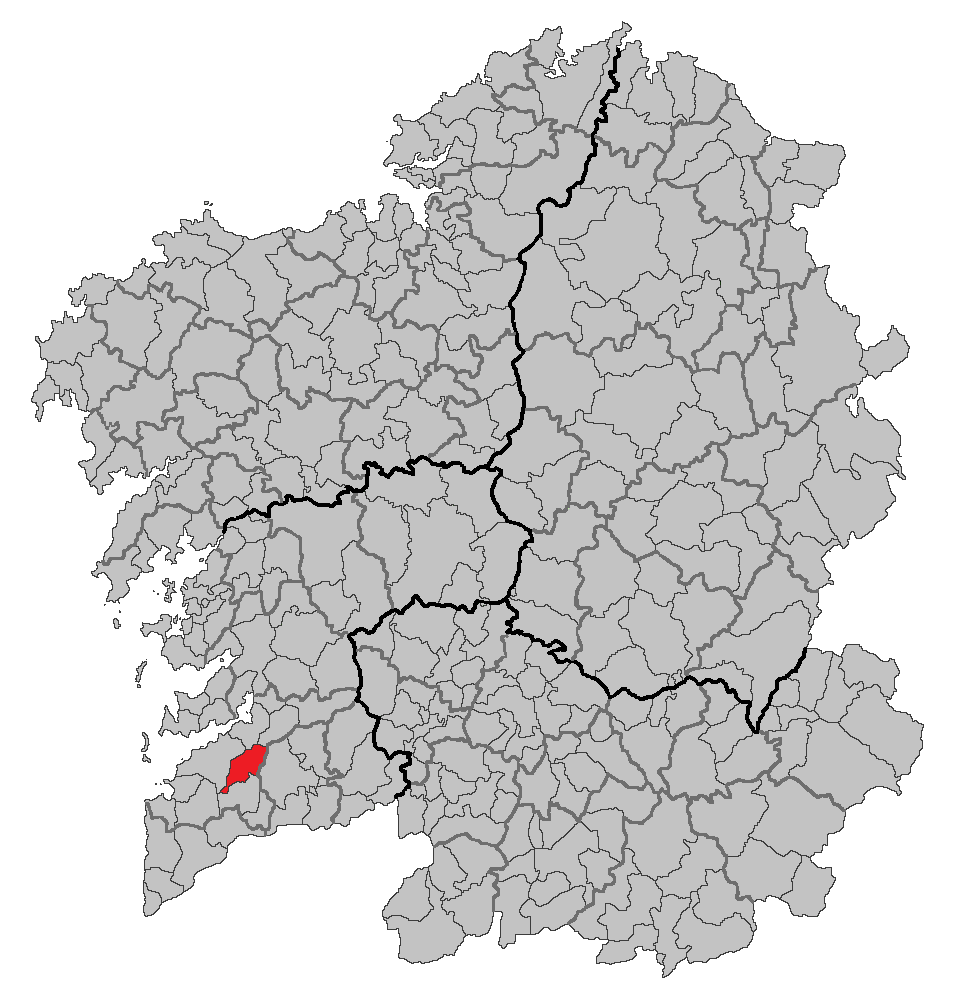
ガリシア州内の位置

モス（Mos）は、スペイン、ガリシア州、ポンテベドラ県の自治体で、コマルカ・デ・ビーゴに属する。歴史的・地理的な地域（コマルカ）ロウリーニャを構成する自治体のひとつ。ガリシア統計局によると、2012年の人口は15,267人（2009年：14,650）。住民呼称は男女同形のmosense。
ガリシア語話者の自治体人口に占める割合は96.40%（2001年）。

## 地理
モスは、ポンテベドラ県の南部に位置し、コマルカ・デ・ビーゴに属する。自治体内は10の教区に分けられ、住民は40の地区に分散して居住している。北はレドンデーラとパソス・デ・ボルベンと、南はオ・ポリーニョと、東はポンテアレーアスと、西はビーゴと隣接している。
モスはレドンデーラ司法管轄区に属す。

### 人口
住民は10の教区内の77の地区（集落）に居住する。
| モスの人口推移 1900－2010                               |
|                                                         |
| 出典:INE（スペイン国立統計局）1900年 - 1991年、1996年 - |

## 歴史
モスではたとえば、カストロ・デ・トローサに代表される、多くの考古学的遺跡が発見されている。他には古墳やドルメンが残されており、この地に古代から人々が定住していた証しとなっている。
自治体内には、ローマ時代にブラガとルーゴ、アストルガを結ぶ街道が作られていた。

## 政治
自治体首長はガリシア国民党（PPdeG）のニディア・マリーア・アレバロ・ゴメス（Nidia Mª Arévalo Gómez）。 自治体評議員はガリシア国民党：10、ガリシア社会党（PSdeG-PSOE）:5、ガリシア民族主義ブロック（BNG）：2となっているとなっている（2011年5月22日の自治体選挙結果、得票順）。
| 1999年6月13日自治体選挙 |        |        |          |
| 政党                    | 得票数 | 得票率 | 獲得議席 |
| PPdeG                   | 3,745  | 47.36% | 9        |
| PSdeG-PSOE              | 2,435  | 30.80% | 5        |
| BNG                     | 1,398  | 17.68% | 3        |
| EDEG-OV                 | 184    | 2.33%  | 0        |

| 2003年5月25日自治体選挙 |        |        |          |
| 政党                    | 得票数 | 得票率 | 獲得議席 |
| PPdeG                   | 3,309  | 36.25% | 6        |
| PSdeG-PSOE              | 2,423  | 26.54% | 5        |
| BNG                     | 2,333  | 25.56% | 4        |
| I.M.O.S.                | 967    | 10.59% | 2        |

| 2007年5月27日自治体選挙 |        |        |          |
| 政党                    | 得票数 | 得票率 | 獲得議席 |
| PPdeG                   | 4,133  | 44.41% | 8        |
| PSdeG-PSOE              | 2,827  | 30.37% | 6        |
| BNG                     | 1,819  | 19.54% | 3        |
| MOVEMOS                 | 395    | 4.24%  | 0        |

| 2011年5月22日自治体選挙 |        |        |          |
| 政党                    | 得票数 | 得票率 | 獲得議席 |
| PPdeG                   | 4,809  | 55.49% | 10       |
| PSdeG-PSOE              | 2,375  | 27.41% | 5        |
| BNG                     | 1,302  | 15.02% | 2        |

## 教区
モスは10の教区に分けられている。
- セラ（サン・ペドロ）
- ドルネーラス（サンタ・マリーア）
- ギサン（サンタ・マリーア）
- ロウレード（サン・サルバドール）
- モス（サンタ・エウラリア）
- ペレイラス（サン・ミゲル）
- ペテーロス（サン・マメーデ）
- サンギニェーダ（サンタ・マリーア）
- タメイガ（サン・マルティーニョ）
- トローソ（サン・マメーデ）

## ギャラリー

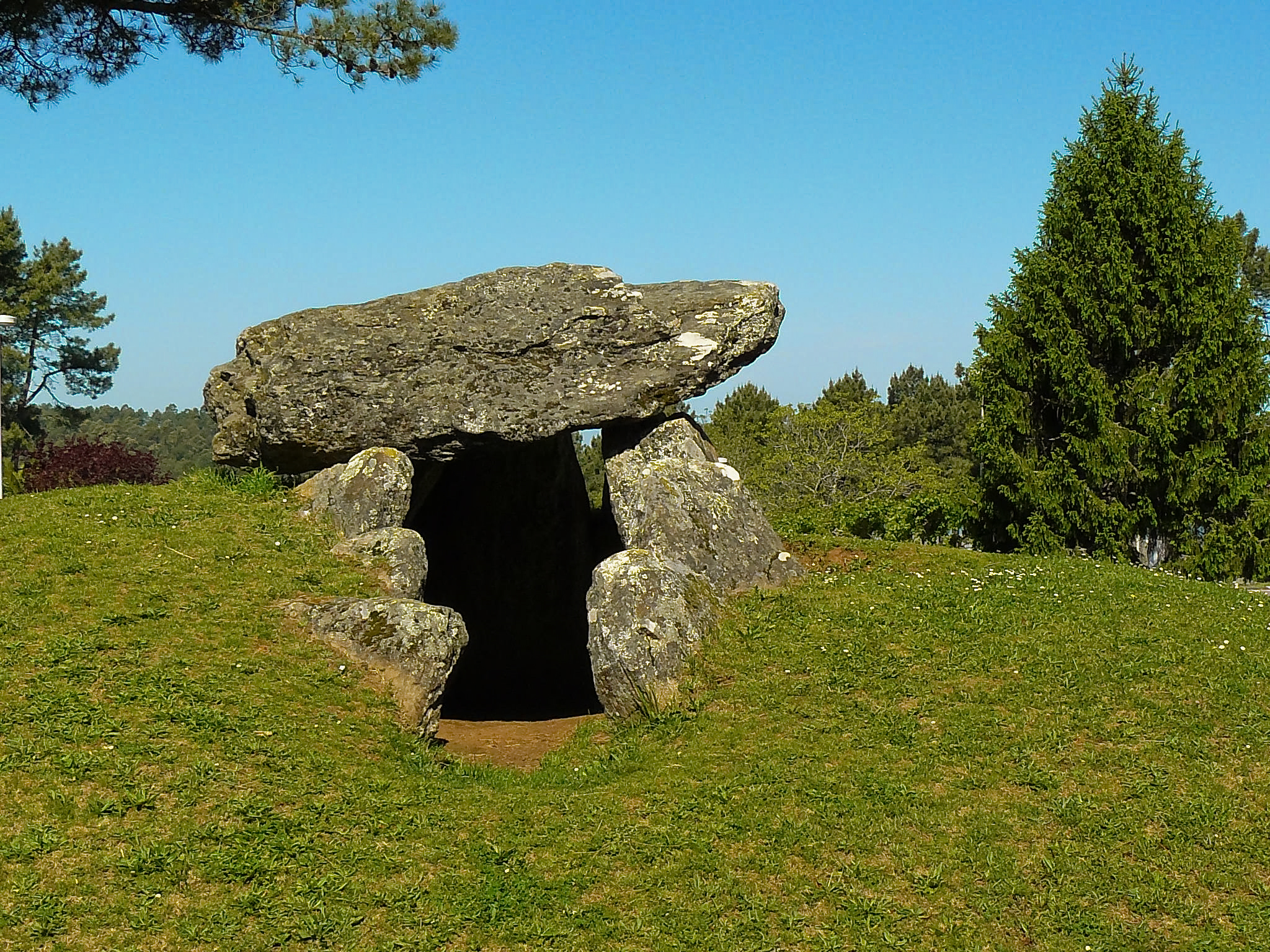
メイショエイロのドルメン

## 出身著名人
- ウシーア・センジェ（1962 - ） - 歌手。
- オスカル・ペレイロ（1977 - ） - 自転車競技選手。